# Зоя Яшченко
Зоя Яшченко (на руски: Зоя Николаевна Ященко) е певица на руска музикалната група „Белая Гвардия“.
Родена е в град Полтава, Украйна, където израства. От 9-и клас пише стихове, които днес са повече от 200. Ходи на уроци по китара при Александър Евстигнеев и в поетическата студия на Дмитрий Сухарев в Москва. Пише песни от 1982 г.
След като завършва училище, работи 3 години в областния полтавски вестник „Комсомолец Полтавщины“.
Завършва „Журналистика“ в Московския университет (1993) и се установява в Русия.
През 1993 г. сформира в Москва групата „Белая гвардия“, в която се включват Олег Заливако и Юрий Сошин.